# カングワネ
カングワネ(英語 アフリカーンス語:KaNgwane)は1977年の南アフリカ共和国のアパルトヘイト政策でスワジ族のバントゥースタン(自治区)として設立された。

## 地理

### 所有地域
カングワネは現在の南アフリカ共和国のムプマランガ州東部に位置していた自治区。

### 隣接地域
カングワネは現在のエスワティニ王国、リンポポ州の一部、ムプマランガ州のその他の地域

## 歴史

### 誕生
カングワネは1977年の南アフリカ共和国政府のアパルトヘイト政策で他のバントゥースタンとして誕生した。

### 消滅(再統合)
カングワネは1994年のアパルトヘイトが撤廃されたと同時に南アフリカ共和国に再統合された。